# Хираката

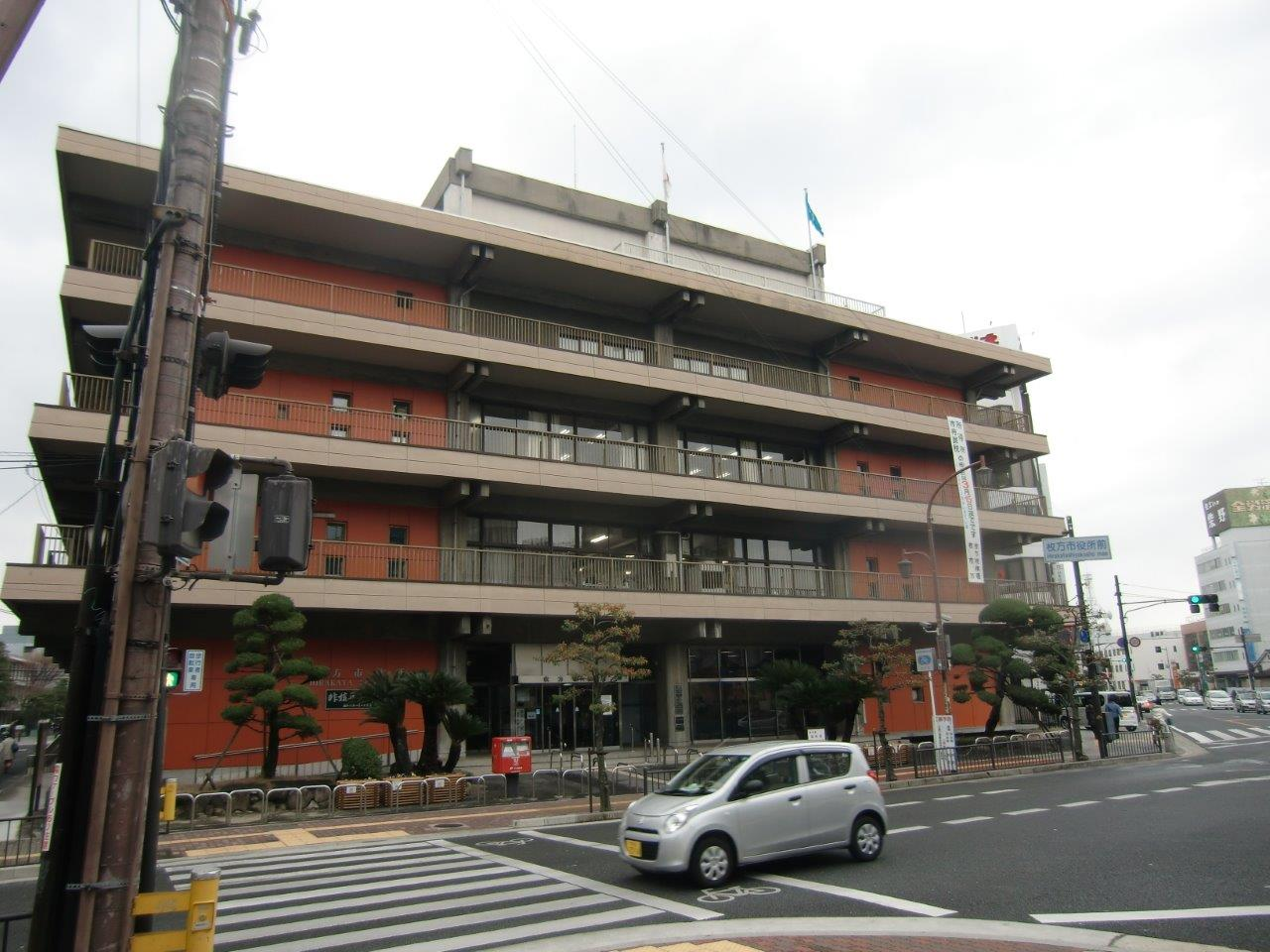
Мэрия города Хираката

Хирака́та (яп. 枚方市 Хираката-си) — Центральный город Японии, расположенный в префектуре Осака.

## География

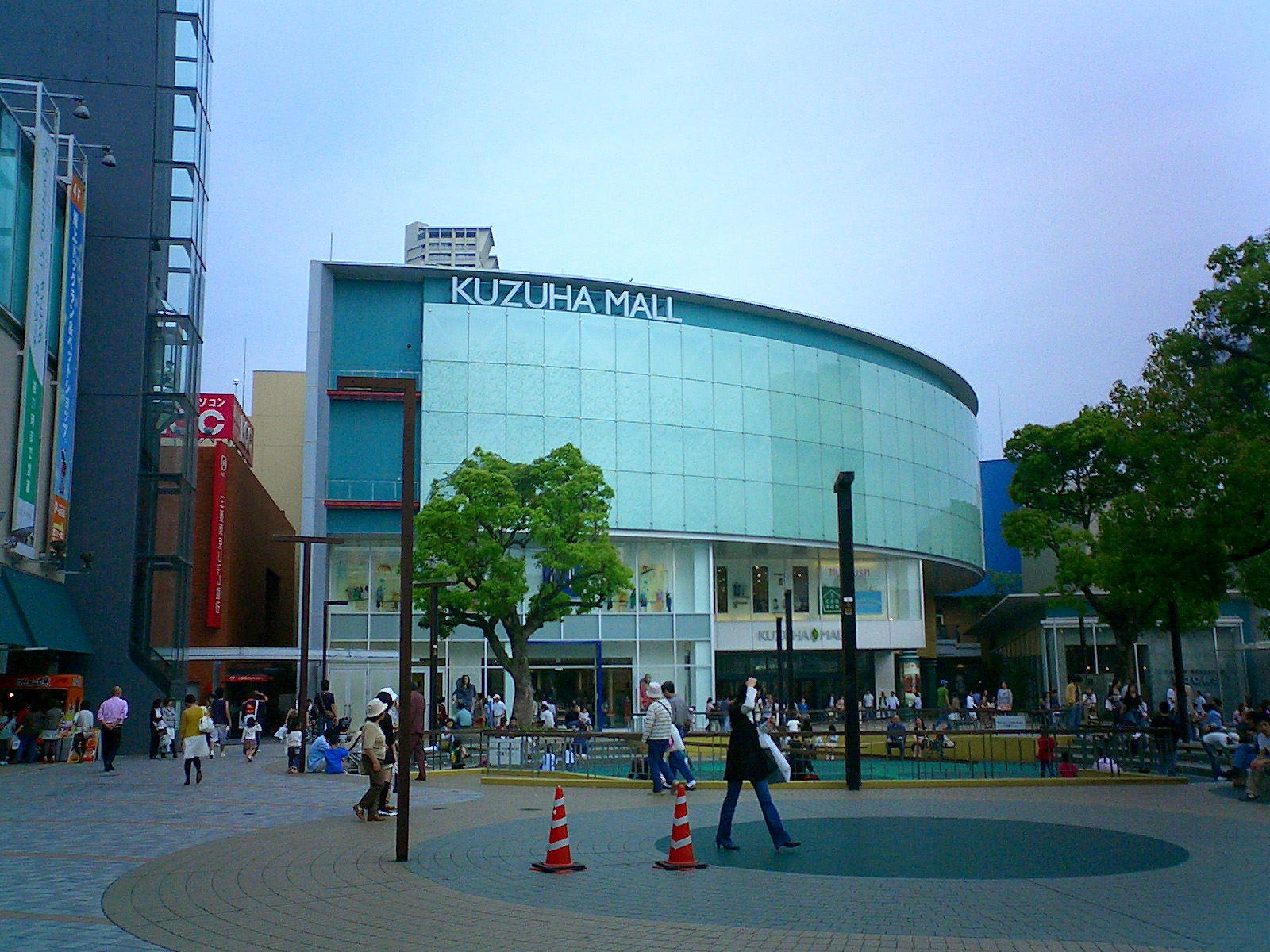
Торговый центр Kuzuha Mall

Город Хираката находится на юго-западе острова Хонсю, на реке Йодо, к северо-востоку от городов Осака и Сакаи. Административно входит в префектуру Осака, региона Кинки (Кансай). Площадь города составляет 65,08 км², население — 404 548 человек (1 августа 2014), плотность населения — 6216,16 чел./км².
С Хиракатой граничат города Такацуки, Неягава, Катано, Икома, Кётанабе, Явата.

## Экономика
В Хиракате развиты металлургическая и текстильная промышленность, машиностроение. В прошлом, до широкого распространения железнодорожного транспорта, играл роль важного порта.

## Достопримечательности
Близ города находится 300-метровая гора Кунимияма. Интерес представляют также многочисленные парки, озеро Ямада, храмы Кагано-дзиндзя и Кудара-дзи.

## Породнённые города
- Такамацу;
- Бецукай;
- Симанто;
- Район Чаннин в Шанхае;
- Логан Сити.